# Better
"Better" je rocková píseň od skupiny Guns N' Roses. Je to třetí skladba jejich nejnovějšího studiového alba Chinese Democracy. Byla vydána jako v pořadí druhý singl z tohoto alba, po stejnojmenné titulní písni "Chinese Democracy".

## Vznik písně
"Better" napsal frontman a zpěvák Guns N‘ Roses Axl Rose, společně s bývalým kytaristou Robinem Finckem. Píseň byla nahrána už v roce 2006, předtím, než skupina vyrazila na turné. Později však většina z bicích partů bubeníka Bryan Mantii byla v písni přehrána jeho nástupcem Frankem Ferrerem. Před vydáním písně jako singlu byla často hrána naživo během Chinese Democracy Tour v letech 2006 a 2007. V únoru 2006 demoverze písně "Better", společně s demoverzemi písní "Catcher in the Rye", "I.R.S." a "There Was a Time" unikli na internet prostřednictvím jedné z fans stránek Guns N‘ Roses. Management kapely poté ihned požádal o odstranění všech mp3 souborů i textů k těchto písní, včetně odkazů na ně na fórech a webových stránkách.
Na začátku října 2006 byla píseň použita jako hudební podklad k internetové reklamě společnosti Harley-Davidson. Reklama však na internetu dlouho nevydržela, neboť jí po stížnostech skupiny společnost rychle stáhla.
Better byla jako singl vydána ve Spojených státech 17. listopadu 2008, ve Velké Británii 5. ledna 2009.

## Videoklip
11. prosince 2008 po dvouměsíční odmlce zpěvák Axl Rose oznámil, že bude brzo představen videoklip k písni režírovaný Dalem Resteginim. Krátce poté bubeník skupiny Metallica Lars Ulrich prohlásil, že se také v tomto videoklipu krátce objevil. Následné spory s ním zdržely vydání videoklipu a mnohými je označován za viníka složité situace kolem něj. Sám Ulrich prohlásil, že být ve videoklipu Guns N‘ Roses by pro něj byla čest a že podivné spory kolem klipu vůbec nechápe. V lednu roku 2011 se na Facebookové stránce skupiny objevil nečekaně bez jakéhokoliv předchozího oznámení videoklip s písní, skládající se z krátkých záběrů z různých částí turné skupiny. Předpokládá se, že tento videoklip je pouze provizorní a že brzy vyjde očekávaná konečná verze.

## Uvedení na koncertech
"Better" v živém provedení skupina předvedla poprvé 12. května 2006 na koncertě v New Yorku, který byl jejich prvním od roku 2002. Od té doby je hrána prakticky na každém vystoupení jako jeden z vrcholů celého programu.

## Ohlasy na píseň a hodnocení
Píseň získala povětšinou kladné hodnocení od hudebních kritiků a i mnohými fanoušky je považována za nejpovedenější na celé desce. Získala 19. místo na žebříčku nejlepších singlů 2008 prestižního hudebního časopisu Rolling Stones.

## Kompozice a personální obsazení
- Hudba a text Axla Rose a Robina Fincka
- Vokály v podání Axla Rose
- Kytarové party Robina Fincka, Paula Tobiase, Richarda Fortuse, Bucketheada a Rona Thala
- Basy Tommyho Stinsona
- Bicí party Bryana Mantii a především Franka Ferrera
- Klavírní doprovod na keyboard od Robina Fincka, Dizzyho Reeda and Chrise Pitmana
- Doprovodné vokály Dizzyho Reeda, Tommyho Stinsona and Chrise Pitmana
- Doprovodné basy Chrise Pitmana
- Kytarová sóla v podání Bucketheada a Robina Fincka
- Aranžmá bicích partů od Robina Fincka, Carama Costanza a Bryana Mantii
- Finální aranžmá skladby od Robina Fincka a Axla Rose
- Digitální úprava zvuku od Erica Caudieux, Carama Costanza, Robina Fincka a Axla Rose